# Blaser R93 Tactical
El Blaser R93 Tactical es un fusil de francotirador alemán de cerrojo basado en el diseño del Blaser R93 . Sus variantes son el Blaser LRS 2 y el Tactical 2. Es utilizado por las fuerzas policiales alemanas y neerlandesas, así como por las unidades militares y especiales de la policía australiana. Los rifles fueron fabricados por el fabricante alemán de armas de fuego Blaser .
Actualmente, en España los usan varias ramas del ejército español. Como las Fuerzas de Reacción Rápida (FRR); más específicamente en la Brigada de la Legión (BRILEG), las Tropas de Operaciones especiales (TOE); entre ellas los Regimientos de Operaciones Especiales (ROE), las Unidades de Francotirador, cuyo mayor uso se encuentra en las unidades de la brigada paracaidista (BRIPAC) y en casos extremos también lo pueden llegar a usar las unidades de intervención policial (UIP)
Este rifle de francotirador también se usa en el ejército mexicano, específicamente e las fuerzas especiales del ejército mexicano (FES) y en el grupo aeromóvil de fuerzas especiales (GAFE) aunque para operaciones de largo alcance se suele usar más el Barrett M82